# ASB Classic 2015
L'ASB Classic 2015 è un torneo di tennis giocato all'aperto sul cemento. È  la 32ª edizione dell'ASB Classic, che fa parte della categoria International nell'ambito del WTA Tour 2015. Si è giocato all'ASB Tennis Centre di Auckland in Nuova Zelanda, dal 5  al 10 gennaio 2015.

## Partecipanti

### Teste di serie
| Giocatrice  | Nazionalità                | Ranking* | Testa di serie |
| ----------- | -------------------------- | -------- | -------------- |
| Danimarca   | Caroline Wozniacki         | 8        | 1              |
| Italia      | Sara Errani                | 14       | 2              |
| Stati Uniti | Venus Williams             | 18       | 3              |
| Rep. Ceca   | Barbora Záhlavová-Strýcová | 25       | 4              |
| Russia      | Svetlana Kuznecova         | 27       | 5              |
| Stati Uniti | Sloane Stephens            | 36       | 6              |
| Stati Uniti | Coco Vandeweghe            | 39       | 7              |
| Germania    | Mona Barthel               | 42       | 8              |

* Rankings al 29 dicembre 2014.

### Altre partecipanti
Giocatrici che hanno ricevuto una wildcard per il tabellone principale:
- Taylor Townsend

Giocatrici passate dalle qualificazioni:

- Urszula Radwańska
- Anna Tatišvili
- Julia Glushko
- Lucie Hradecká

## Punti e montepremi
| Torneo              | Torneo              | V      | F      | SF     | QF    | 2T    | 1T    | Q  | Q3    | Q2  | Q1  |
| Singolare femminile | Punti               | 280    | 180    | 110    | 60    | 30    | 1     | 18 | 14    | 10  | 1   |
| Singolare femminile | Premi in denaro ($) | 43.000 | 21.400 | 11.300 | 5.900 | 3.310 | 1.925 | –  | 1.005 | 730 | 530 |
| Doppio femminile    | Punti               | 280    | 180    | 110    | 60    | -     | 1     | –  | –     | –   | –   |
| Doppio femminile    | Premi in denaro ($) | 12.300 | 6.400  | 3.435  | 1.820 | -     | 960   | –  | –     | –   | –   |

## Campionesse

### Singolare
Venus Williams ha battuto in finale  Caroline Wozniacki con il punteggio di 2-6, 6-3, 6-3.
- È il quarantaseiesimo titolo in carriera per la Williams, il primo del 2015.

### Doppio
Sara Errani /  Roberta Vinci hanno battuto in finale  Shūko Aoyama /  Renata Voráčová con il punteggio di 6-2, 6-1.
- È il primo titolo stagionale per la coppia italiana.